# By Pass
Albums de Kas Product
Try Out Ego Eye
By Pass est le deuxième album du groupe Kas Product.

## Pistes
1. Loony-bin
2. Seldom, often
3. Smooth down
4. Mingled & tangled
5. Tina town
6. T.M.T. (Take me tonight)
7. Devil fellow
8. W. infatuation
9. Taking shape
10. Tape
11. Sweet & sour (piste bonus)
12. Scaper (piste bonus)